# قوم یدوه

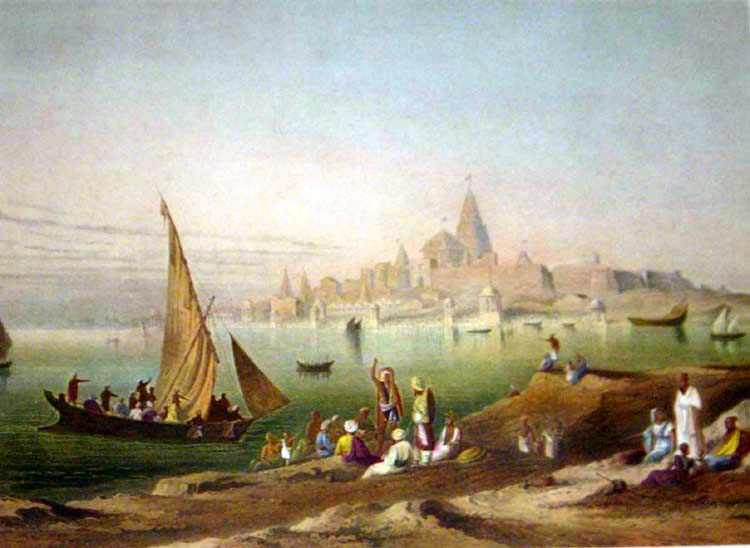
پرترهٔ قرن نوزدهمی از «دارکا» محل زندگانی قوم یدوه. این شهر در نزدیکی ساحل، در گجرات امروزی توصیف‌شده‌است.

قوم یدوه (انگلیسی: Yadava) گروهی از مردم هند باستان بوده‌اند. یدوه‌ها همریشه با قوم ابیریا ذکر شده‌اند.